# Buddy Joe Hooker
Buddy Joe Hooker (Vallejo, 30 mei 1942) is een professioneel stuntman en acteur. Hij is het bekendst door zijn expertise in het bedenken en uitvoeren van stunts met voertuigen in speelfilms en televisieseries.
Buddy Joe Hooker is opgenomen in de Hollywood Stuntmen's Hall of Fame.

## Carrière
Hooker heeft aan meer dan 150 producties meegewerkt. Enkele van de bekendste zijn:
- Blazing Saddles,
- Close Encounters of the Third Kind,
- Hooper,
- Sharky's Machine,
- To Live and Die in L.A.,
- Rambo: First Blood,
- Octopussy,
- The Right Stuff,
- Scarface,
- Against All Odds,
- Gardens of Stone,
- Lethal Weapon 2,
- Lethal Weapon 3,
- Terminator 2: Judgment Day,
- Days of Thunder,
- The 40 Year Old Virgin,
- Grindhouse (Death Proof),
- Righteous Kill